# دنور، شهرستان راس، اوهایو
دنور (به انگلیسی: Denver) یک منطقهٔ مسکونی در ایالات متحده آمریکا است که در شهرستان روس، اوهایو واقع شده‌است. دنور ۲۵۴٫۸ متر بالاتر از سطح دریا واقع شده‌است.